# Vittoria Tesi
Pour les articles homonymes, voir Tesi.
Vittoria Tesi, dite « la Fiorentina » ou « la Moretta » (la Florentine ou la petite mauresque/brune) (née le 13 février 1701 à Florence - morte le 9 mai 1775 à Vienne, Autriche) est une chanteuse d’opéra italienne du XVIIIe siècle (contralto). Elle est « considérée comme la première chanteuse de couleur en évidence dans l'histoire de la musique occidentale. »

## Biographie
Née à Florence d'un laquais d'origine africaine au service du castrat Francesco De Castris (vers 1650-1724), Vittoria Tesi est tenue sur les fonts baptismaux par De Castris lui-même et la célèbre soprano Vittoria Tarquini (vers 1670–1746), dite la Bombace ou la Bambagia, à qui elle est évidemment redevable de son prénom.
Après s'être formée à l'école de chant de Francesco Redi à Florence et à celle de Francesco Campeggi à Bologne, elle se perfectionne auprès d'Antonio Bernacchi et fait ses débuts sur scène à 15 ans, a Parme, dans Il Dafni d'Emanuele d'Astorga, puis chante à Bologne, Venise et Dresde, à la suite d'Antonio Lotti. De 1721 à 1747 elle se produit dans toute l’Italie, principalement dans les grandes et petites villes du centre-nord et à Naples, partageant la vedette avec de castrats tels que Farinelli, Caffarelli ou son maître Bernacchi, ou encore de prima donnas comme Francesca Cuzzoni. La seule apparition à l'étranger pendant cette période « italienne » est à Madrid, à la cour de Philippe V, dans la saison 1739-1740.
En 1748 elle s'installe définitivement à Vienne, se produisant pendant trois ans avec succès au Burgtheater. Elle crée la Semiramide riconosciuta de Gluck. Elle se retire de la grande scène publique à partir de 1751 pour se consacrer à l’enseignement : Caterina Gabrielli, A.L. De Amicis et Elisabeth Teyber (ca) sont parmi ses élèves.
Elle apparaît sur scène pour la dernière fois dans le Château de Hof à Engelhartstetten en 1754, jouant le personnage de Lisinga dans la première de Le cinesi de Christoph Willibald Gluck devant l'impératrice Marie-Thérèse et l'empereur François Ier.
Nommée « Virtuosa della corte imperiale », logée avec dévotion les vingt dernières années de sa vie dans le palais du prince Joseph-Frédéric de Saxe-Hildburghausen, elle meurt très riche à Vienne le 9 mai 1775. Sa dépouille est enterrée dans l'église des Capucins sur la place Neuer Markt, où se trouve la crypte impériale des Habsbourg et où la chanteuse est inhumée, « sans pompe », grâce à un énorme legs de mille florins en faveur du couvent des Capucins annexé à l'église.
Contralto, elle avait un magnifique timbre grave, ce qui lui permit de tenir des rôles masculins surtout au début de sa carrière. Assez disgracieuse pour certains, elle compensait par un jeu scénique, une intelligibilité des textes et des qualités expressives hors du commun.